# Bressols
Bressols est une commune française, située dans le département de Tarn-et-Garonne en région Occitanie.
Sur le plan historique et culturel, cette commune fait partie du pays de Montauban, à la limite du Languedoc (Pays toulousain) et du Quercy.
Exposée à un climat océanique altéré, la commune, arrosée par le Tarn, a un patrimoine naturel remarquable : un site Natura 2000 (les « vallées du Tarn, de l'Aveyron, du Viaur, de l'Agout et du Gijou ») et deux zones naturelles d'intérêt écologique, faunistique et floristique.
Faisant partie de l'unité urbaine de Montauban et de l'aire d'attraction de Montauban, Bressols est une commune urbaine qui, en 2022, comptait 3 883 habitants, ayant connu une forte augmentation de sa population depuis 1962. Ses habitants sont appelés Bressolais ou Bressolaises.

## Géographie

### Situation
Bressols est situé au sud-ouest de Montauban (chef-lieu du département), son centre se trouvant à environ 4 km du centre de Montauban (mairie).
La commune est aussi à environ 50 km au nord de Toulouse (chef-lieu de la région et du département de Haute-Garonne) et 15 km à l'est de Castelsarrasin (chef-lieu d'arrondissement).

### Communes limitrophes
Bressols est limitrophe de cinq autres communes : Montauban, Labastide-Saint-Pierre, Lacourt-Saint-Pierre, Montbartier et Montech.
| Lacourt-Saint-Pierre |             | Montauban              |
| Montech              | Bressols    |                        |
|                      | Montbartier | Labastide-Saint-Pierre |

### Agglomération secondaires et lieudits

#### Brial
Brial est un village situé au sud de la commune de Bressols.
On y trouve une église, Saint-Jean-de-Brial, avec un cimetière attenant, et une plaine de jeux avec un terrain de tennis, un boulodrome, un city stade et un terrain de basketball à l'intérieur en face de l'église. On y trouve aussi une ancienne école, reconvertie en centre aéré et en salle polyvalente, ainsi qu'une zone industrielle à "Umberti".
En ce qui concerne l'environnement naturel, on trouve à Brial de petits lacs éparpillés (le Clos du Lac par exemple), des restes de la forêt de Montech (groupes d'arbres regroupés sur plusieurs points dans la commune) et des ruisseaux (comme le Vergnet).
On y trouve aussi un monument à la mémoire de deux personnes qui ont été fusillées à cet endroit le 18 août 1944, peu avant la Libération, Joseph Merzyck et André Mercadier.

#### Autres villages, hameaux et lieudits
Tenance, Pérayrols, Trixe, Le Pastenc.

### Voies de communication
La commune est desservie par l'autoroute A20 (Vierzon-Montauban) qui rejoint au sud l'autoroute A62 (Bordeaux-Toulouse). La commune a un accès à l'autoroute (à Moulis). L'échangeur A20-A62 se trouve au sud de la commune, aux environs de Brial.
Elle est traversée (à l'est) par l'ancienne route nationale 630 (Montauban-Lavaur) aujourd'hui route départementale 930 (dans le Tarn-et-Garonne). La mairie de Bressols est située sur cette route.
La commune est aussi traversée par la route départementale 77 (Montauban-Monbéqui) qui rejoint la D 813, ancienne route nationale 113 (Bordeaux-Marseille), passant par Verdun-sur-Garonne, Castelsarrasin et Moissac.
Les autres routes sont d'intérêt communal. La plus importante, appelée route de Trixe, est une sorte de bretelle reliant la D930 et l'autoroute A20 à Moulis.

### Hydrographie

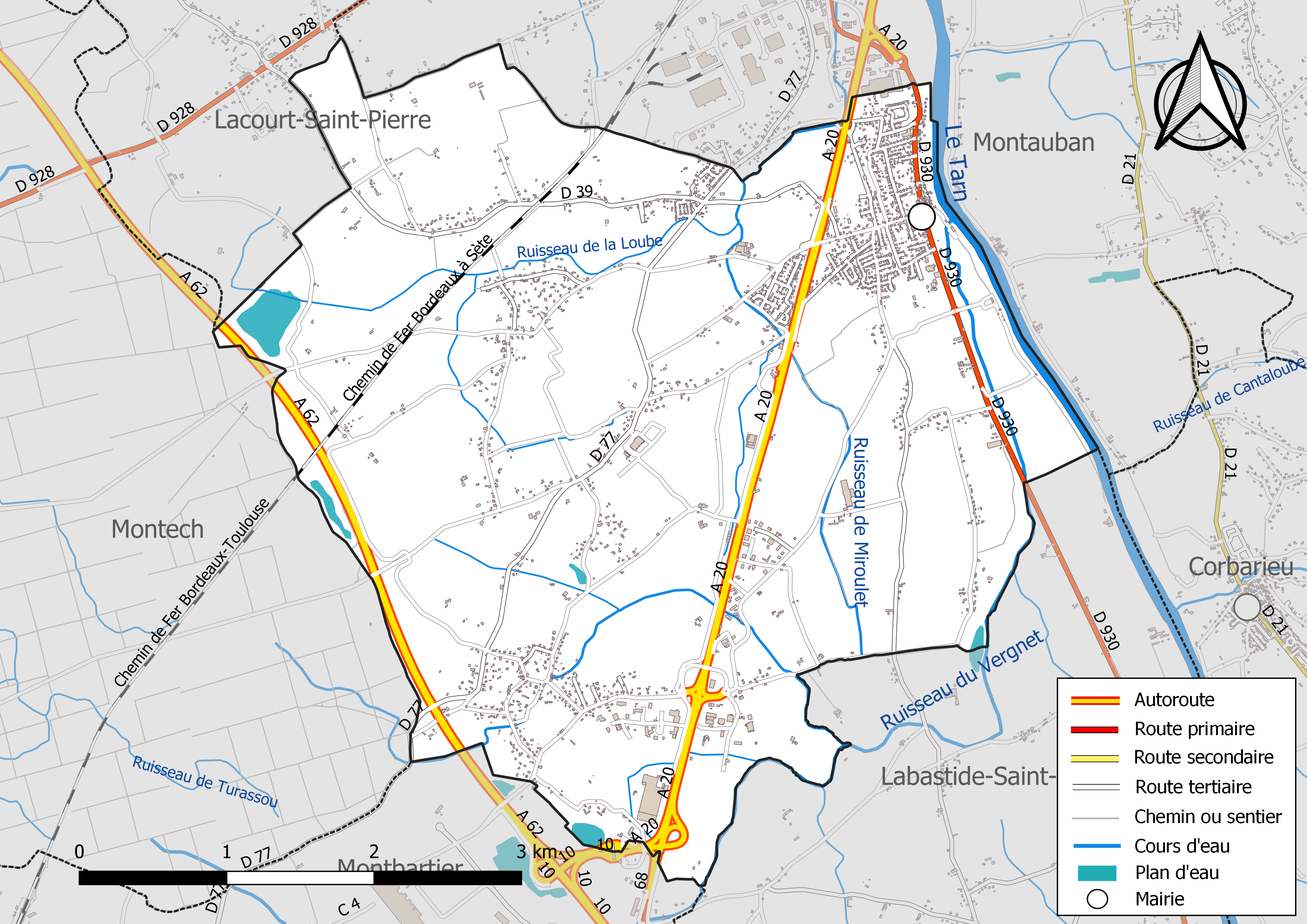
Réseaux hydrographique et routier de Bressols.

La commune est dans le bassin versant de la Garonne, qui fait partie du bassin hydrographique Adour-Garonne. Elle est drainée par le Tarn, le ruisseau du Vergnet, le ruisseau de Miroulet, le ruisseau de la Loube et par divers petits cours d'eau, constituant un réseau hydrographique de 23 km de longueur totale,.
Elle est arrosée par le Tarn, qui constitue la limite orientale de la commune de Bressols, et par divers cours d'eau, le ruisseau du Vergnet, le ruisseau de Miroulet, etc.
Le Tarn, d'une longueur de 380 km sur 98 communes, prend sa source au Pont de Montvert (Lozère), coule d'est en ouest et conflue avec la Garonne à Saint-Nicolas-de-la-Grave après avoir traversé Montauban et Moissac.
Le ruisseau du Vergnet, d'une longueur de 11 km sur quatre communes, prend sa source à Montech, coule d'ouest en est et conflue avec le Tarn dans la commune de Bressols.

### Climat
Pour des articles plus généraux, voir Climat de l'Occitanie et Climat de Tarn-et-Garonne.
En 2010, le climat de la commune est de type climat du Bassin du Sud-Ouest, selon une étude du Centre national de la recherche scientifique s'appuyant sur une série de données couvrant la période 1971-2000. En 2020, Météo-France publie une typologie des climats de la France métropolitaine dans laquelle la commune est exposée à un climat océanique altéré et est dans la région climatique Aquitaine, Gascogne, caractérisée par une pluviométrie abondante au printemps, modérée en automne, un faible ensoleillement au printemps, un été chaud (19,5 °C), des vents faibles, des brouillards fréquents en automne et en hiver et des orages fréquents en été (15 à 20 jours).
Pour la période 1971-2000, la température annuelle moyenne est de 13,4 °C, avec une amplitude thermique annuelle de 15,7 °C. Le cumul annuel moyen de précipitations est de 722 mm, avec 10,5 jours de précipitations en janvier et 5,3 jours en juillet. Pour la période 1991-2020, la température moyenne annuelle observée sur la station météorologique de Météo-France la plus proche, « Montauban », sur la commune de Montauban à 6 km à vol d'oiseau, est de 13,9 °C et le cumul annuel moyen de précipitations est de 710,2 mm. 
La température maximale relevée sur cette station est de 42,6 °C, atteinte le 24 août 2023 ; la température minimale est de −20 °C, atteinte le 16 janvier 1985,,.
Les paramètres climatiques de la commune ont été estimés pour le milieu du siècle (2041-2070) selon différents scénarios d'émission de gaz à effet de serre à partir des nouvelles projections climatiques de référence DRIAS-2020. Ils sont consultables sur un site dédié publié par Météo-France en novembre 2022.

### Milieux naturels et biodiversité

#### Réseau Natura 2000

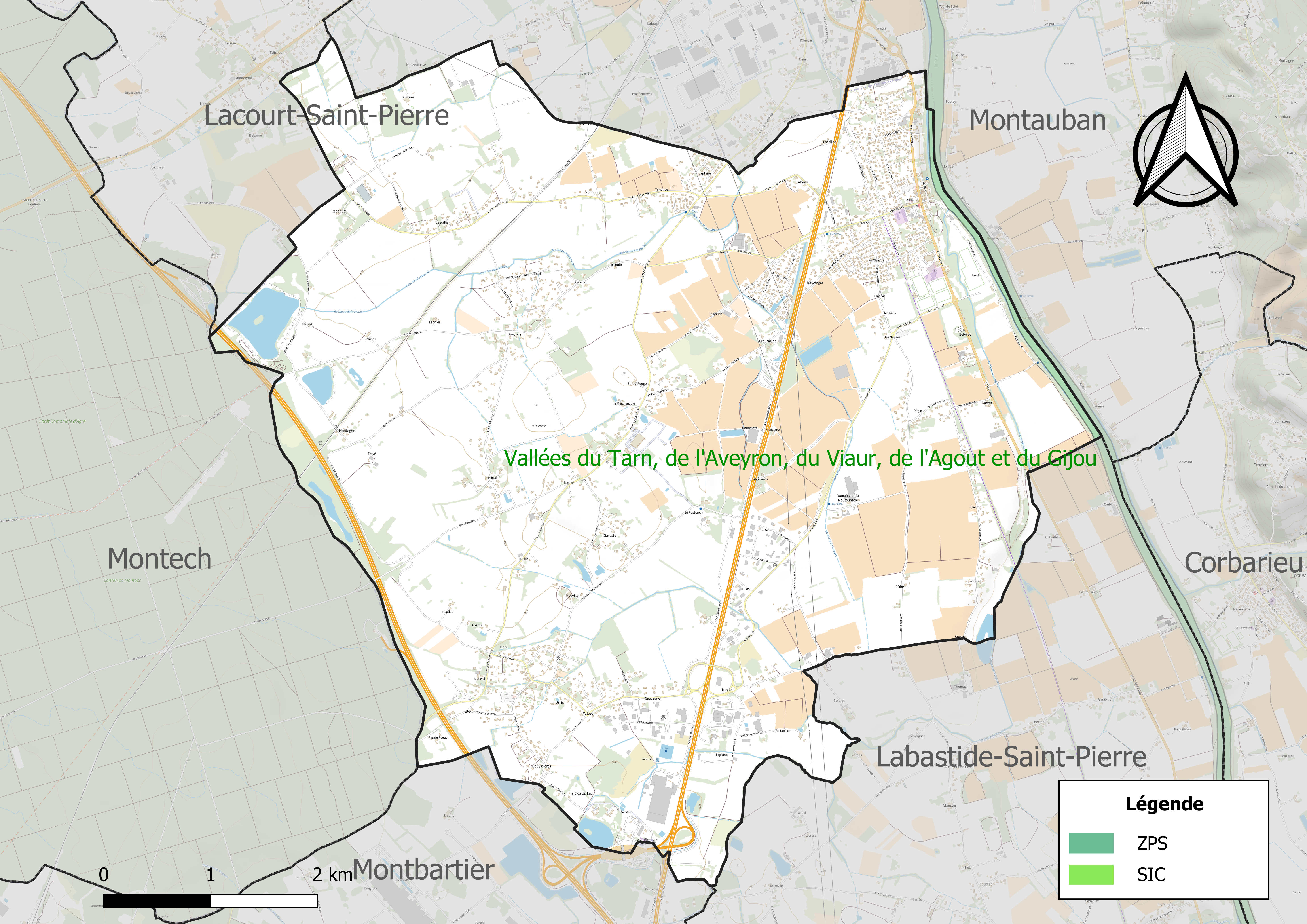
Site Natura 2000 sur le territoire communal.

Le réseau Natura 2000 est un réseau écologique européen de sites naturels d'intérêt écologique élaboré à partir des directives habitats et oiseaux, constitué de zones spéciales de conservation (ZSC) et de zones de protection spéciale (ZPS).
Un site Natura 2000 a été défini sur la commune au titre de la directive habitats : Les « vallées du Tarn, de l'Aveyron, du Viaur, de l'Agout et du Gijou », d'une superficie de 17 144 ha, s'étendant sur 136 communes dont 41 dans l'Aveyron, 8 en Haute-Garonne, 50 dans le Tarn et 37 dans le Tarn-et-Garonne. Elles présentent une très grande diversité d'habitats et d'espèces dans ce vaste réseau de cours d'eau et de gorges. La présence de la Loutre d'Europe et de la moule perlière d'eau douce est également d'un intérêt majeur.

#### Zones naturelles d'intérêt écologique, faunistique et floristique
L’inventaire des zones naturelles d'intérêt écologique, faunistique et floristique (ZNIEFF) a pour objectif de réaliser une couverture des zones les plus intéressantes sur le plan écologique, essentiellement dans la perspective d’améliorer la connaissance du patrimoine naturel national et de fournir aux différents décideurs un outil d’aide à la prise en compte de l’environnement dans l’aménagement du territoire.
Une ZNIEFF de type 1 est recensée sur la commune :
la « forêt d'Agre-Montech » (1 561 ha), couvrant 4 communes du département et une ZNIEFF de type 2, : 
la « basse vallée du Tarn » (3 623 ha), couvrant 49 communes dont huit dans la Haute-Garonne, 20 dans le Tarn et 21 dans le Tarn-et-Garonne.

Carte des ZNIEFF de type 1 et 2 à Bressols.
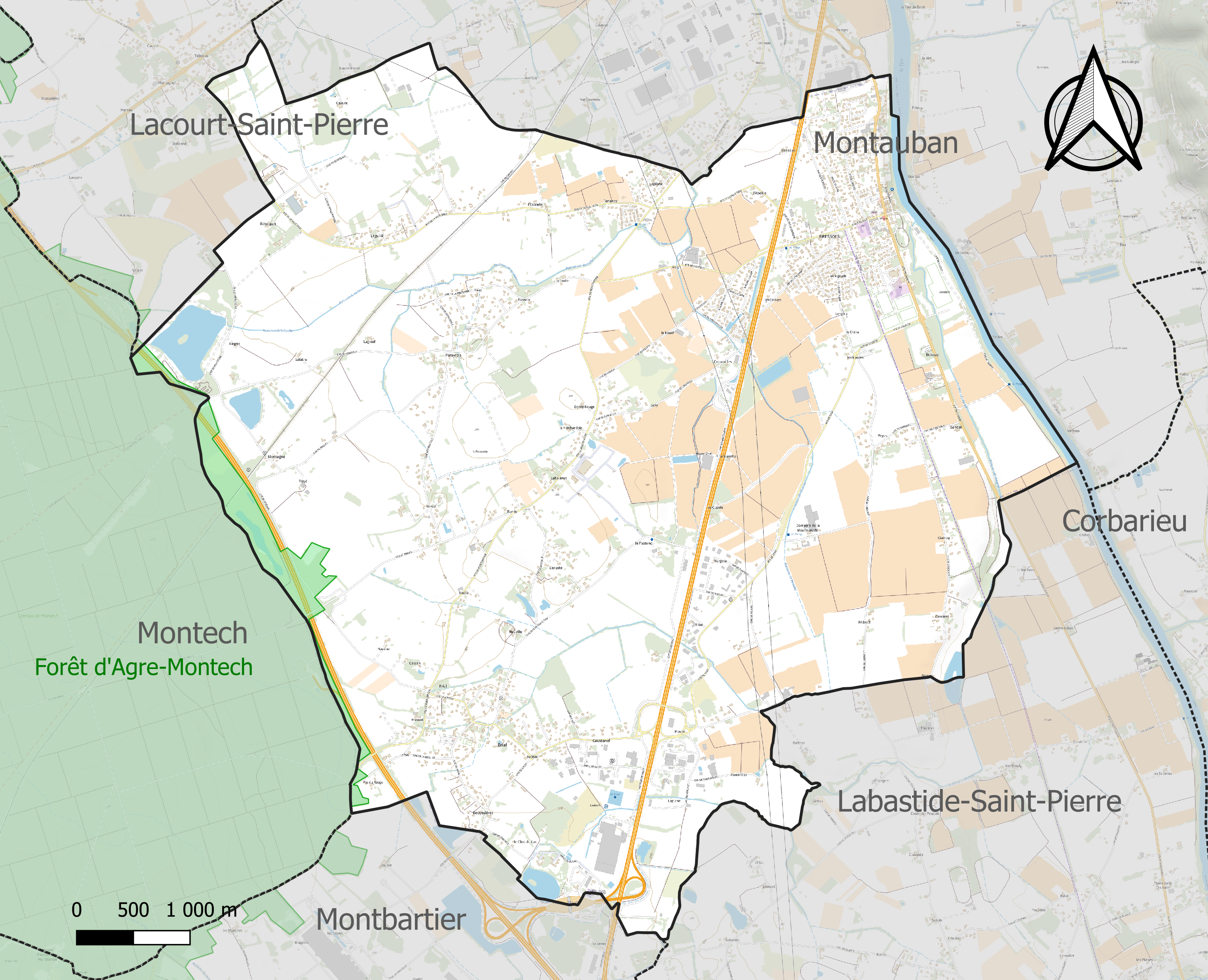
Carte de la ZNIEFF de type 1 sur la commune.
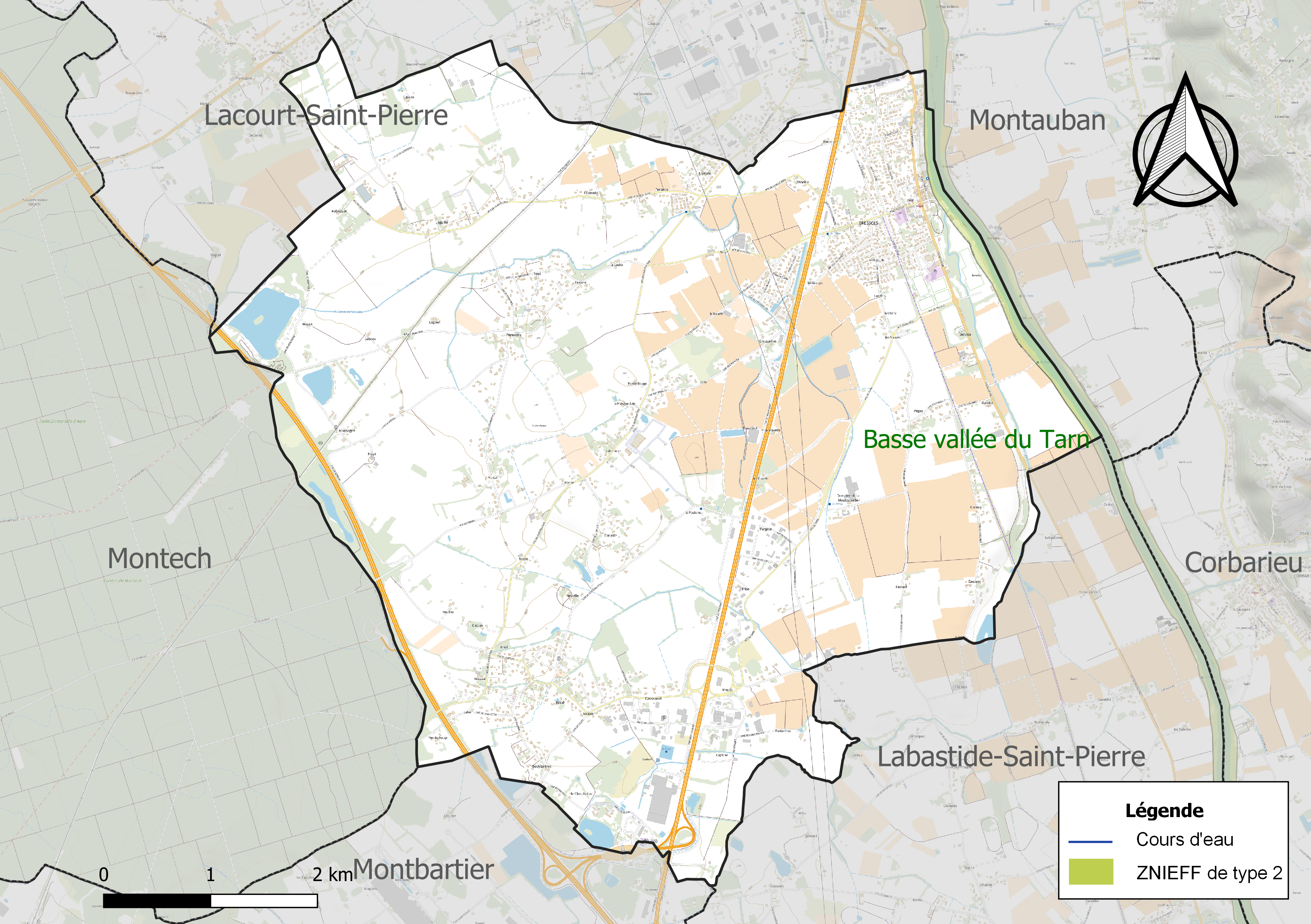
Carte de la ZNIEFF de type 2 sur la commune.

## Urbanisme

### Typologie
Au 1er janvier 2024, Bressols est catégorisée commune rurale à habitat dispersé, selon la nouvelle grille communale de densité à sept niveaux définie par l'Insee en 2022.
Elle appartient à l'unité urbaine de Montauban, une agglomération intra-départementale regroupant neuf  communes, dont elle est une commune de la banlieue,,. Par ailleurs la commune fait partie de l'aire d'attraction de Montauban, dont elle est une commune de la couronne,. Cette aire, qui regroupe 50 communes, est catégorisée dans les aires de 50 000 à moins de 200 000 habitants,.

### Occupation des sols
L'occupation des sols de la commune, telle qu'elle ressort de la base de données européenne d’occupation biophysique des sols Corine Land Cover (CLC), est marquée par l'importance des territoires agricoles (81,7 % en 2018), en diminution par rapport à 1990 (91,1 %). La répartition détaillée en 2018 est la suivante : 
terres arables (25,2 %), zones agricoles hétérogènes (24,5 %), cultures permanentes (21,7 %), prairies (10,2 %), zones urbanisées (9,6 %), zones industrielles ou commerciales et réseaux de communication (5,4 %), forêts (1,3 %), espaces verts artificialisés, non agricoles (1,2 %), eaux continentales (0,8 %). L'évolution de l’occupation des sols de la commune et de ses infrastructures peut être observée sur les différentes représentations cartographiques du territoire : la carte de Cassini (XVIIIe siècle), la carte d'état-major (1820-1866) et les cartes ou photos aériennes de l'IGN pour la période actuelle (1950 à aujourd'hui).

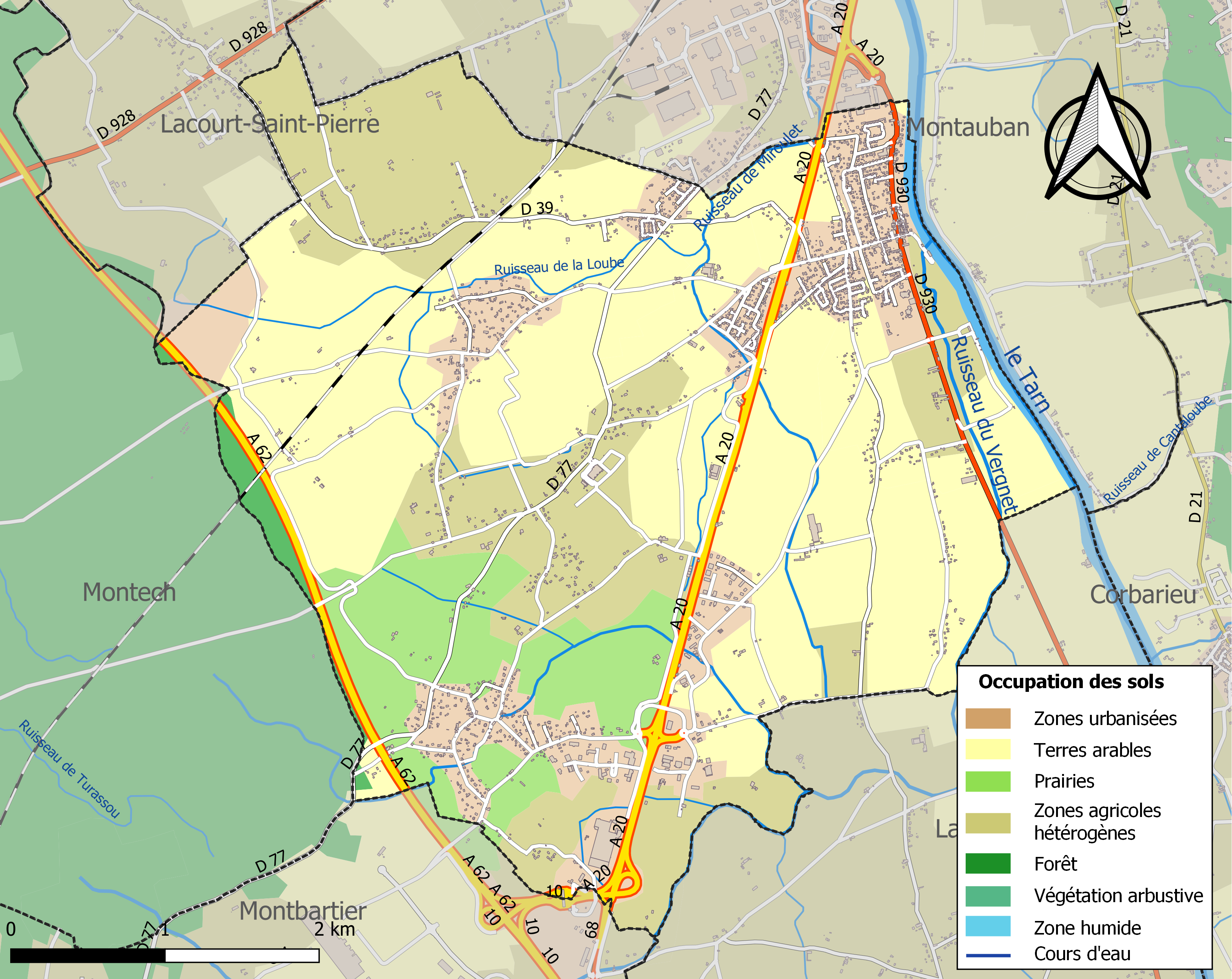
Carte des infrastructures et de l'occupation des sols de la commune en 2018 (CLC).

#### Transports urbains
La ligne 3 des Transports Montalbanais relie le centre de la ville au quartier du Ramierou à Montauban, les lignes 27 et 28 partent de l'Ormeau à Bressols vers le pôle d'échanges Jean Jaurès à Montauban, et le TAD Zone 1 dessert également la commune vers la gare de Montauban-Ville-Bourbon.
La ligne 717 du réseau liO relie la commune à Montauban et à Saint-Sulpice-la-Pointe.

### Risques majeurs
Le territoire de la commune de Bressols est vulnérable à différents aléas naturels : météorologiques (tempête, orage, neige, grand froid, canicule ou sécheresse), inondations, mouvements de terrains et séisme (sismicité très faible). Il est également exposé à un risque technologique, le transport de matières dangereuses. Un site publié par le BRGM permet d'évaluer simplement et rapidement les risques d'un bien localisé soit par son adresse soit par le numéro de sa parcelle.

#### Risques naturels
La commune fait partie du territoire à risques importants d'inondation (TRI) de Montauban-Moissac, regroupant 15 communes concernées par un risque de débordement du Tarn, un des 18 TRI qui ont été arrêtés fin 2012 sur le bassin Adour-Garonne. La crue historique de mars 1930 a provoqué des dégâts considérables. Le sinistre a fait 210 morts et près de 10 000 sinistrés. 120 morts ont été recensés pour la seule ville de Moissac après la rupture des digues et 2 769 maisons ont été détruites en Tarn-et-Garonne. Des cartes des surfaces inondables ont été établies pour trois scénarios : fréquent (crue de temps de retour de 10 ans à 30 ans), moyen (temps de retour de 100 ans à 300 ans) et extrême (temps de retour de l'ordre de 1 000 ans, qui met en défaut tout système de protection). La commune a été reconnue en état de catastrophe naturelle au titre des dommages causés par les inondations et coulées de boue survenues en 1982, 1994, 1996, 1999, 2006, 2008 et 2015,.
Bressols est exposée au risque de feu de forêt. Le département de Tarn-et-Garonne présentant toutefois globalement un niveau d’aléa moyen à faible très localisé, aucun Plan départemental de protection des forêts contre les risques d’incendie de forêt (PFCIF) n'a été élaboré. Le débroussaillement aux abords des maisons constitue l’une des meilleures protections pour les particuliers contre le feu,.

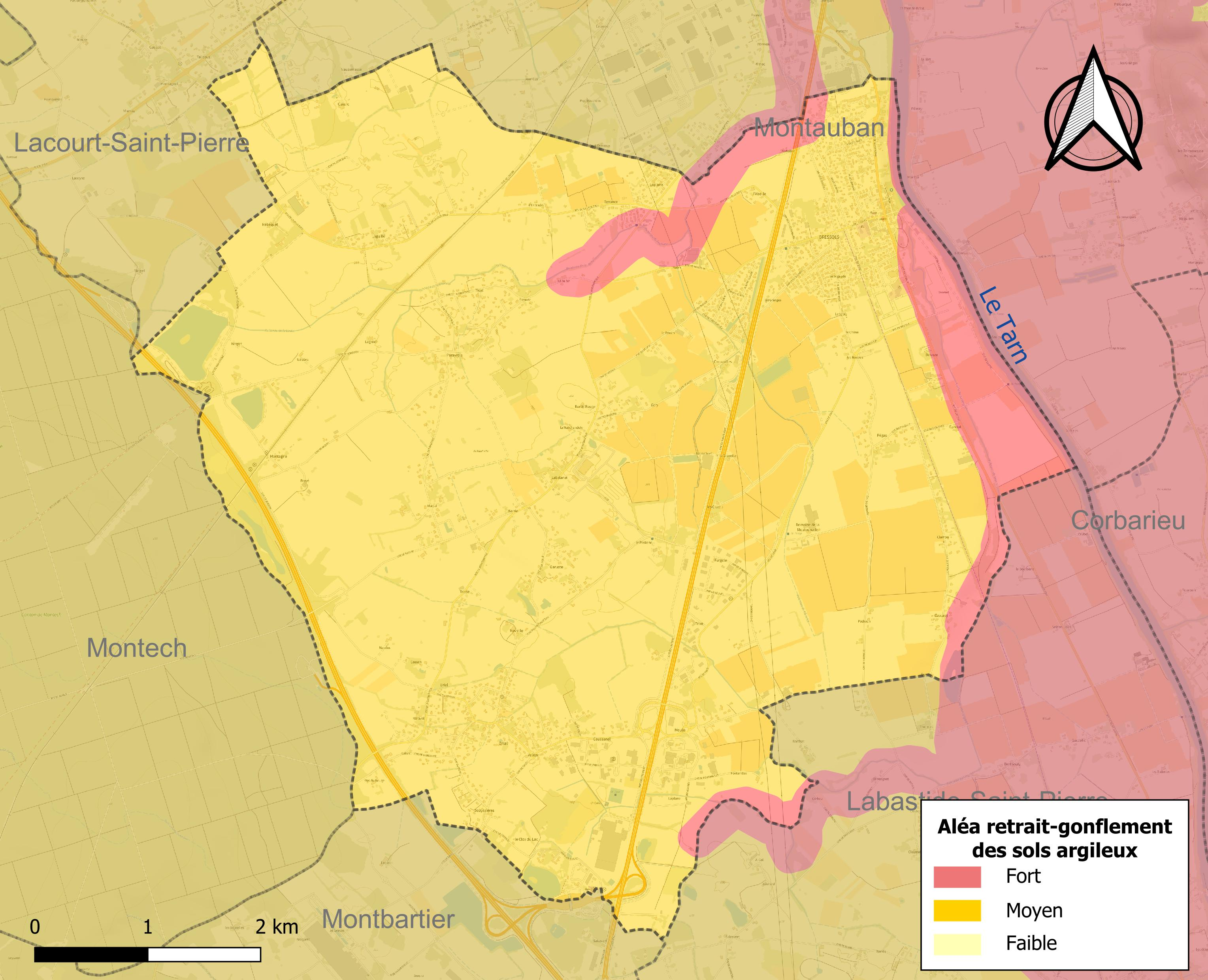
Carte des zones d'aléa retrait-gonflement des sols argileux de Bressols.

Les mouvements de terrains susceptibles de se produire sur la commune sont des tassements différentiels.
Le retrait-gonflement des sols argileux est susceptible d'engendrer des dommages importants aux bâtiments en cas d’alternance de périodes de sécheresse et de pluie. La totalité de la commune est en aléa moyen ou fort (92 % au niveau départemental et 48,5 % au niveau national). Sur les 1 431 bâtiments dénombrés sur la commune en 2019, 1 431 sont en aléa moyen ou fort, soit 100 %, à comparer aux 96 % au niveau départemental et 54 % au niveau national. Une cartographie de l'exposition du territoire national au retrait gonflement des sols argileux est disponible sur le site du BRGM,.
Par ailleurs, afin de mieux appréhender le risque d’affaissement de terrain, l'inventaire national des cavités souterraines permet de localiser celles situées sur la commune.
Concernant les mouvements de terrains, la commune a été reconnue en état de catastrophe naturelle au titre des dommages causés par la sécheresse en 1989, 1992, 1998, 2003, 2011, 2012 et 2018 et par des mouvements de terrain en 1999.

### Liste des maires

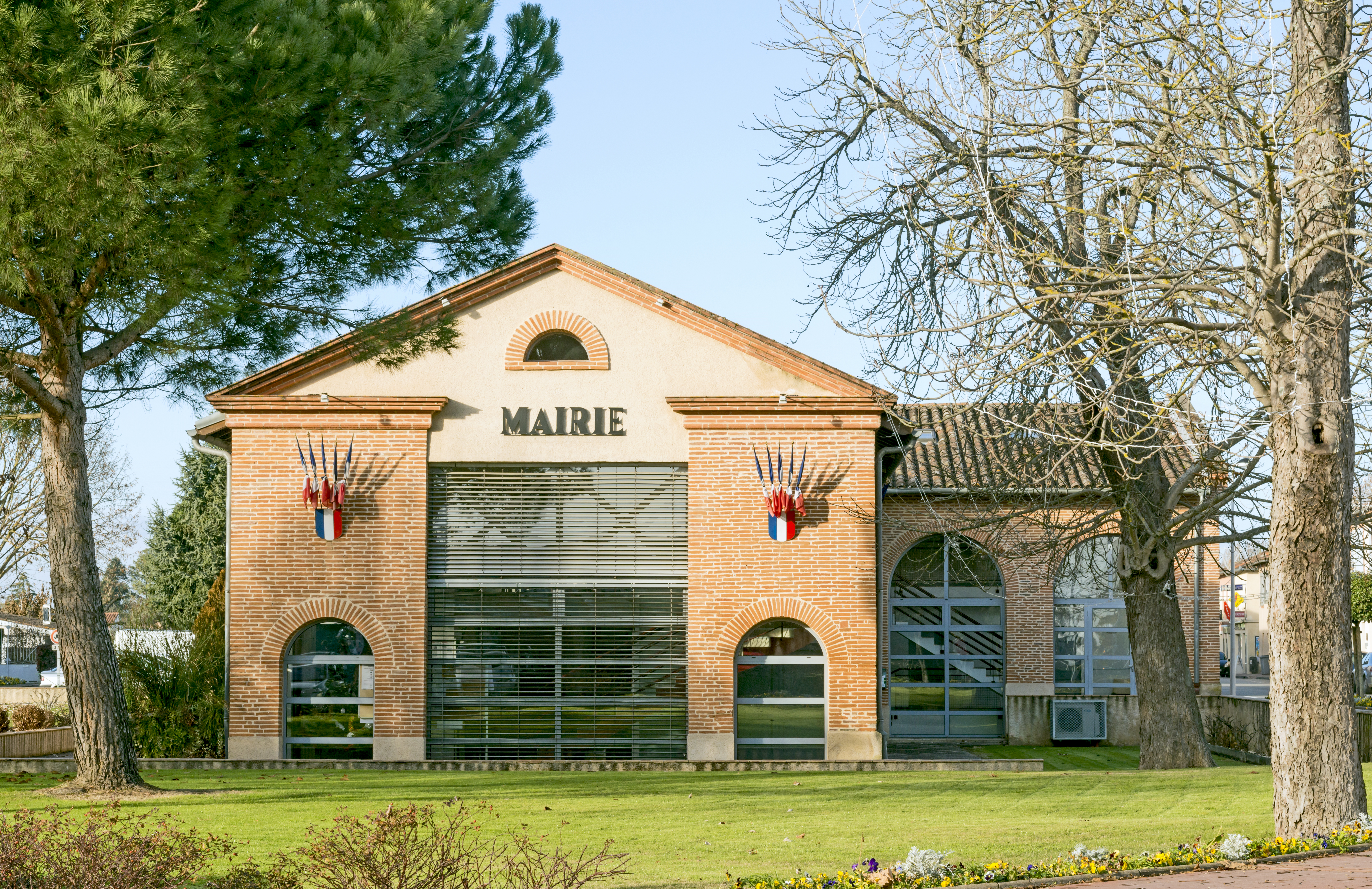
La mairie

#### Risques technologiques
Le risque de transport de matières dangereuses sur la commune est lié à sa traversée par des infrastructures routières ou ferroviaires importantes ou la présence d'une canalisation de transport d'hydrocarbures. Un accident se produisant sur de telles infrastructures est susceptible d’avoir des effets graves sur les biens, les personnes ou l'environnement, selon la nature du matériau transporté. Des dispositions d’urbanisme peuvent être préconisées en conséquence.

## Toponymie

### Origine du nom de la commune
Selon une croyance répandue, « Bressols » viendrait du mot latin Brictius (du gaulois Brictos), nom du quatrième évêque de Tours, saint Brice (sanctus Brictius), mort en 444. Le nom latin Brictius a donné « Brice » en français et Breis en occitan. Cependant cette hypothèse n'est pas pleinement convaincante[réf. nécessaire].
Bressols est la seule commune française de ce nom, mais il existe deux communes appelées Bressolles, une dans l'Ain, l'autre dans l'Allier. Pour la première, attestée au Moyen Âge sous la forme Breissola, l'origine serait brocelle (« bois, taillis »).
L'historien local du XIXe siècle François Moulenq rapproche le nom de « Bressols » de celui des Brazols, une des deux familles y détenant des droits seigneuriaux au Moyen Âge.
À l'heure actuelle, on ne dispose donc pas d'une explication solide de ce nom.

## Histoire
Un gué sur la rivière expliquerait l'attrait du site.[réf. nécessaire]

### Époque gallo-romaine: leFinesde la carte de Peutinger?
Dans l'empire romain, après la conquête de la Narbonnaise (-120), puis les conquêtes de Jules César (-58/-51), le site de Bressols se situe dans l'espace entre la cité des Volques Tectosages (chef-lieu : Toulouse, Tolosa), qui fait partie de la Gaule narbonnaise, et celle des Cadurques (Cahors, Divona Cadurcorum), qui fait partie de la Gaule aquitaine (chef-lieu : Saintes, puis Bordeaux).
Or, sur la table de Peutinger, carte des voies romaines au IVe siècle, sur la route entre Tolosa et Bibona (pour Divona), on trouve un lieudit Cosa qui a été clairement identifié au village de Cos (commune de Lamothe-Capdeville), un peu au nord de Montauban, et qui était alors un vicus important du sud de la cité des Cadurques, situé à un point de franchissement de l'Aveyron. Entre Tolosa et Cosa est indiqué un lieudit Fines, terme qui signifie « les fins » et qui marque d'une façon générale la limite entre deux cités gallo-romaines, en relation avec le toponyme gaulois fréquent *Equoranda, qui a le sens de « limite ».
L'historien local Jean-Ursule Devals (1814-1874), archiviste de la ville, puis du département, voit dans Bressols un des sites possibles de ce lieudit Fines, au passage du Tarn. La table de Peutinger indique que Fines est à 28 lieues de Tolosa et 7 lieues de Cosa (c'est-à-dire 50-55 kilomètres de Toulouse et 12-15 kilomètres de Cos et d'Ardus[pas clair]), distances qui peuvent s'appliquer à Bressols.
À ce jour, cette hypothèse n'a pas pu être confirmée par des découvertes archéologiques.

### Haut Moyen Âge: une dépendance de l'abbaye de Montauriol
Au Xe siècle, le village et son église dépendent de l'abbaye de Montauriol (créée vers 825), à cette époque le seul établissement implanté sur le site de Montauban (ville créée seulement en 1144 par le comte de Toulouse Alphonse Jourdain comme bastide).
La première église de Bressols est dédiée à saint Martin de Tours
C'est à cette époque qu'elle aurait pris le nom de Brictius (Breis en occitan), grâce au patronage[réf. nécessaire] du successeur de saint Martin comme évêque de Tours, saint Brice (sanctus Brictius).

### La seigneurie de Bressols partagée entre deux familles (XIIesiècle-XVIIIesiècle)
Au XIIe siècle, le fief de Bressols est partagé entre deux familles, les Brazols et les Corbarieu.
Après la création de Montauban (1144), Bressols relève sans doute du comté de Toulouse, où au XIIIe siècle, la maison de Toulouse s'éteint au profit de la maison de France (Alphonse de Poitiers, frère de Louis IX, puis Philippe III, fils de Louis IX, Alphonse étant mort sans descendance). En 1271, les seigneurs de Bressols prêtent donc hommage à Philippe III le Hardi.
La première moitié du fief passe par la suite aux mains des Montaut puis des Rabastens. En 1670, François de Rabastens la vend à Jonathan Garrisson, qui transmet cet héritage à ses descendants, les Daliès puis les Scorbiac.
La seconde moitié appartient en 1317 à Pierre de Galard, grand maître des arbalétriers de France, puis, en 1357, à Bertrand de Terride, et finalement à son arrière petite-fille Marguerite de Lomagne, épouse de Louis de La Roche Fontenilles. Leurs descendants, les marquis de Gensac, la transmettent jusqu'en 1789 à Anne-Thérèse de La Roche Fontenilles, épouse de Louis de Montmorency-Laval.

### Époque moderne (1492-1789)

#### Période des guerres de religion (1561-1629)
Au XVIe siècle le protestantisme se répand dans le diocèse de Montauban (créé en 1317). Montauban devient un haut lieu du calvinisme français. En décembre 1561, l'église Saint-Martin-et-Saint-Benoît est saccagée par des iconoclastes calvinistes et le curé est humilié en public.
L'église Saint-Jean de Brial est détruite en 1622 (dans le cadre des rébellions huguenotes du règne de Louis XIII, de 1621 à 1629).
Les deux églises sont rebâties à partir de 1647.

#### Administration ecclésiastique et civile à partir du règne de Louis XIII
En 1668, les revenus (notamment la dîme) des églises de Bressols et de Brial sont cédés par l'évêque de Montauban aux Lazaristes, responsables du séminaire diocésain. En 1726, le revenu de l'église de Bressols s'élève à plus de 778 livres. Celui l'église de Brial est en revanche si modeste que le dicton « désargenté comme le calice de Brial » est longtemps resté en usage dans la région pour désigner une grande pauvreté.
En ce qui concerne les affaires civiles, Bressols est une ville, qui jusqu'à la fin de l'Ancien Régime (1789), est administrée par trois consuls. Ceux-ci sont choisis par les seigneurs de la ville[pas clair] sur une liste de postulants élaborée par les consuls sortants. Bressols fait partie de la généralité de Montauban créée en 1635.

### Époque contemporaine
En 1790, au début de la Révolution française (1789-1799), Bressols devient une commune et fait partie du canton de Montech et du district de Castelsarrasin dans le département de la Haute-Garonne (chef-lieu : Toulouse). En 1800, Castelsarrasion devient chef-lieu d'arrondissement (sous-préfecture), toujours dans la Haute-Garonne. Ce département s'étend en effet jusqu'au Tarn, au delà duquel commence le département du Lot.
Ce n'est qu'en 1808 qu'est créé le département de Tarn-et-Garonne à partir de territoires de Haute-Garonne et du Lot.
À l'heure actuelle, Bressols est toujours dans le canton de Montech, mais fait partie de l'arrondissement de Montauban et non plus de celui de Castelsarrasin.

## Politique et administration

### Administration municipale
Le nombre d'habitants au recensement de 2011 étant compris entre 3 500 habitants et 4 999 habitants, le nombre de membres du conseil municipal pour l'élection de 2014 est de vingt sept,.

### Rattachements administratifs et électoraux
La commune fait partie du Grand Montauban et du canton de Montech.

## Démographie
L'évolution du nombre d'habitants est connue à travers les recensements de la population effectués dans la commune depuis 1793. Pour les communes de moins de 10 000 habitants, une enquête de recensement portant sur toute la population est réalisée tous les cinq ans, les populations de référence des années intermédiaires étant quant à elles estimées par interpolation ou extrapolation. Pour la commune, le premier recensement exhaustif entrant dans le cadre du nouveau dispositif a été réalisé en 2008.

En 2022, la commune comptait 3 883 habitants, en évolution de +5,03 % par rapport à 2016 (Tarn-et-Garonne : +3,12 %, France hors Mayotte : +2,11 %).
| 1793 | 1800 | 1806 | 1821 | 1831 | 1836 | 1841 | 1846 | 1851 |
| ---- | ---- | ---- | ---- | ---- | ---- | ---- | ---- | ---- |
| 734  | 775  | 726  | 778  | 863  | 836  | 862  | 883  | 826  |

| 1856 | 1861 | 1866 | 1872 | 1876 | 1881 | 1886 | 1891 | 1896 |
| ---- | ---- | ---- | ---- | ---- | ---- | ---- | ---- | ---- |
| 867  | 933  | 944  | 918  | 885  | 949  | 944  | 945  | 892  |

| 1901 | 1906 | 1911 | 1921 | 1926 | 1931 | 1936 | 1946 | 1954 |
| ---- | ---- | ---- | ---- | ---- | ---- | ---- | ---- | ---- |
| 900  | 895  | 858  | 856  | 918  | 948  | 940  | 924  | 996  |

| 1962  | 1968  | 1975  | 1982  | 1990  | 1999  | 2006  | 2008  | 2013  |
| ----- | ----- | ----- | ----- | ----- | ----- | ----- | ----- | ----- |
| 1 084 | 1 179 | 1 352 | 1 666 | 2 247 | 2 663 | 3 345 | 3 536 | 3 634 |

| 2018  | 2022  | - | - | - | - | - | - | - |
| ----- | ----- | - | - | - | - | - | - | - |
| 3 698 | 3 883 | - | - | - | - | - | - | - |

| selon la population municipale des années : | 1968 | 1975 | 1982 | 1990 | 1999 | 2006 | 2009 | 2013 |
| Rang de la commune dans le département      | 29   | 25   | 19   | 14   | 13   | 11   | 11   | 14   |
| Nombre de communes du département           | 195  | 195  | 195  | 195  | 195  | 195  | 195  | 195  |

### Enseignement
Bressols fait partie de l'académie de Toulouse.
La commune de Bressols possède une crèche, une école maternelle (Jean Zay) et une école élémentaire (Jacques Prévert).

### Culture
La salle polyvalente qui organise des congrès, des spectacles, des fêtes. L'ancienne école de Brial qui sert de centre aéré l'été.
Le centre culturel La Muse a été construit en 2015. Des films, des spectacles, du théâtre, des concerts, des expositions, des congrès etc. s'y déroulent très régulièrement. Elle compte 266 places assises. Ce centre culturel accueille notamment la branche Musiques Actuelles Amplifiées du Conservatoire de musique du Grand Montauban.
L'association EIDOS a ses bureaux et une grande partie de son activité au centre culturel La Muse puisqu'elle est chargée de la programmation cinématographique de ce lieu toute l'année. Le centre culturel La Muse, par l'action d'EIDOS, est ainsi une exploitation cinématographique au regard du CNC depuis 2016.

### Activités sportives
Club de rugby à XV l'A.S Bressolais évoluant dans le championnat de France Honneur pour la saison 2011-2012.
Club de football AS Bressols Football évoluant au niveau ligue et qui recense un peu plus de 300 licenciés, ce qui le place dans un des clubs les plus importants de Tarn-et-Garonne.
Club de quilles de huit ou quille aveyronnaise, plusieurs fois champions de France (2000 et 2015)

#### Lieux de sports et de loisirs
- Le stade de Bressols qui accueille les clubs de football, de rugby et de tennis.
- Les berges du Tarn où l'on trouve le club d'aviron et une plaine de jeux (skate-park, jeux d'équilibre, etc.).
- Le gymnase qui accueille les clubs de danse, de  gymnastique et de judo.
- La salle polyvalente qui accueille les clubs de basket-ball, de volley-ball et de tir à l'arc.
- L'aire de jeux de Brial qui accueille les clubs de tennis et de pétanque de Bressols, un terrain de basket, un city stade et un boulodrome couvert.
- Le boulodrome Thomas-Donadio qui sert de terrain de pétanque et de quilles de huit.
- Le parc de l'Oustalet qui est doté de jeux pour les petits.
- La base de loisirs du lac de Négret près de Pérayrols où l'on trouve de nombreux sports aquatiques.

## Économie

### Revenus
En 2018, la commune compte 1 489 ménages fiscaux, regroupant 3 725 personnes. La médiane du revenu disponible par unité de consommation est de 22 110 € (20 140 € dans le département). 52 % des ménages fiscaux sont imposés (42,6 % dans le département).

### Emploi
|                | 2008  | 2013   | 2018   |
| -------------- | ----- | ------ | ------ |
| Commune        | 6,7 % | 8,1 %  | 7,7 %  |
| Département    | 8,4 % | 10,2 % | 10,3 % |
| France entière | 8,3 % | 10 %   | 10 %   |

En 2018, la population âgée de 15 à 64 ans s'élève à 2 337 personnes, parmi lesquelles on compte 79,5 % d'actifs (71,8 % ayant un emploi et 7,7 % de chômeurs) et 20,5 % d'inactifs,. Depuis 2008, le taux de chômage communal (au sens du recensement) des 15-64 ans est inférieur à celui de la France et du département.
La commune fait partie de la couronne de l'aire d'attraction de Montauban, du fait qu'au moins 15 % des actifs travaillent dans le pôle,. Elle compte 1 558 emplois en 2018, contre 1 539 en 2013 et 1 524 en 2008. Le nombre d'actifs ayant un emploi résidant dans la commune est de 1 694, soit un indicateur de concentration d'emploi de 92 % et un taux d'activité parmi les 15 ans ou plus de 64,1 %.
Sur ces 1 694 actifs de 15 ans ou plus ayant un emploi, 321 travaillent dans la commune, soit 19 % des habitants. Pour se rendre au travail, 90,3 % des habitants utilisent un véhicule personnel ou de fonction à quatre roues, 2,7 % les transports en commun, 3,8 % s'y rendent en deux-roues, à vélo ou à pied et 3,2 % n'ont pas besoin de transport (travail au domicile).

### Activités hors agriculture

#### Secteurs d'activités
405 établissements sont implantés  à Bressols au 31 décembre 2019. Le tableau ci-dessous en détaille le nombre par secteur d'activité et compare les ratios avec ceux du département,.
| Secteur d'activité                                                                                        | Commune | Commune | Département |
| Secteur d'activité                                                                                        | Nombre  | %       | %           |
| --- | ------- | ------- | ----------- |
| Ensemble                                                                                                  | 405     | 100 %   | (100 %)     |
| Industrie manufacturière, industries extractives et autres                                                | 45      | 11,1 %  | (9,6 %)     |
| Construction                                                                                              | 69      | 17 %    | (14,9 %)    |
| Commerce de gros et de détail, transports, hébergement et restauration                                    | 114     | 28,1 %  | (29,7 %)    |
| Information et communication                                                                              | 14      | 3,5 %   | (1,9 %)     |
| Activités financières et d'assurance                                                                      | 20      | 4,9 %   | (3,4 %)     |
| Activités immobilières                                                                                    | 8       | 2 %     | (3,3 %)     |
| Activités spécialisées, scientifiques et techniques et activités de services administratifs et de soutien | 61      | 15,1 %  | (14,1 %)    |
| Administration publique, enseignement, santé humaine et action sociale                                    | 50      | 12,3 %  | (13,6 %)    |
| Autres activités de services                                                                              | 24      | 5,9 %   | (9,3 %)     |

Le secteur du commerce de gros et de détail, des transports, de l'hébergement et de la restauration est prépondérant sur la commune puisqu'il représente 28,1 % du nombre total d'établissements de la commune (114 sur les 405 entreprises implantées  à Bressols), contre 29,7 % au niveau départemental.

#### Entreprises et commerces
Les cinq entreprises ayant leur siège social sur le territoire communal qui génèrent le plus de chiffre d'affaires en 2020 sont : 
- Monsino, hypermarchés (29 598 k€)
- Les Comptoirs De La Bio, centrales d'achat alimentaires (23 810 k€)
- Novapom, commerce de gros (commerce interentreprises) de fruits et légumes (20 607 k€)
- Neotec Developpement, construction de locomotives et d'autre matériel ferroviaire roulant (18 811 k€)
- Prodis, commerce de gros (commerce interentreprises) de fournitures et équipements industriels divers (12 343 k€)

Le long de l'A20 se sont développés au cours des vingt dernières années de nombreuses entreprises et dépôts liés à la logistique (zone de Moulis).
L'échangeur autoroutier entre l'A20 et l'A62 participe pour beaucoup au développement économique de la commune.
Une petite économie de loisirs et de congrès est également présente sur la commune avec une grande salle des fêtes municipale polyvalente qui accueille des événements communaux et extra-communaux. Autour de l'ancien lac de gravière du lieudit Négret, s'est développé une petite base de loisirs aquatiques. On peut aussi évoquer la présence sur le territoire communal d'une salle de réunion des Témoins de Jéhovah (2000 places).
La municipalité compte sur la qualité de vie au village : politique de soutien des associations, prise en charge des loisirs pour la jeunesse, le troisième âge, le sport, la culture, pour favoriser le développement du village très lié à l'activité économique de la ville de Montauban voisine, en effet, plus de 70 % des Bressolais travaillent hors de la commune.

### Agriculture
La commune est dans les « Vallées et Terrasses », une petite région agricole occupant le centre et une bande d'est en ouest  du département de Tarn-et-Garonne. En 2020, l'orientation technico-économique de l'agriculture  sur la commune est la culture de fruits ou d'autres cultures permanentes.
|               | 1988 | 2000 | 2010 | 2020  |
| ------------- | ---- | ---- | ---- | ----- |
| Exploitations | 69   | 34   | 28   | 26    |
| SAU (ha)      | 989  | 996  | 932  | 1 017 |

Le nombre d'exploitations agricoles en activité et ayant leur siège dans la commune est passé de 69 lors du recensement agricole de 1988  à 34 en 2000 puis à 28 en 2010 et enfin à 26 en 2020, soit une baisse de 62 % en 32 ans. Le même mouvement est observé à l'échelle du département qui a perdu pendant cette période 57 % de ses exploitations,. La surface agricole utilisée sur la commune a quant à elle augmenté, passant de 989 ha en 1988 à 1 017 ha en 2020. Parallèlement la surface agricole utilisée moyenne par exploitation a augmenté, passant de 14 à 39 ha.
Le paysage économique de Bressols montre de grands domaines arboricoles : des vergers de pommiers, poiriers et pêchers occupent une importante partie du territoire de la commune, l'élevage et la polyculture céréalière occupent le reste des terres.

## Culture locale et patrimoine

### Lieux et monuments
- Une église à Bressols (rénovée au XVIIe siècle)

L’église de Notre-Dame-de-la-Nativité de Bressols apparaît pour la première fois dans les textes du Xe siècle comme possession de l’abbaye de Saint-Théodard. Elle a été saccagée en décembre 1561 par les protestants et reconstruite entre 1647 et 1684, l'ancienne église était dédiée à saint Martin.
- une église à Brial

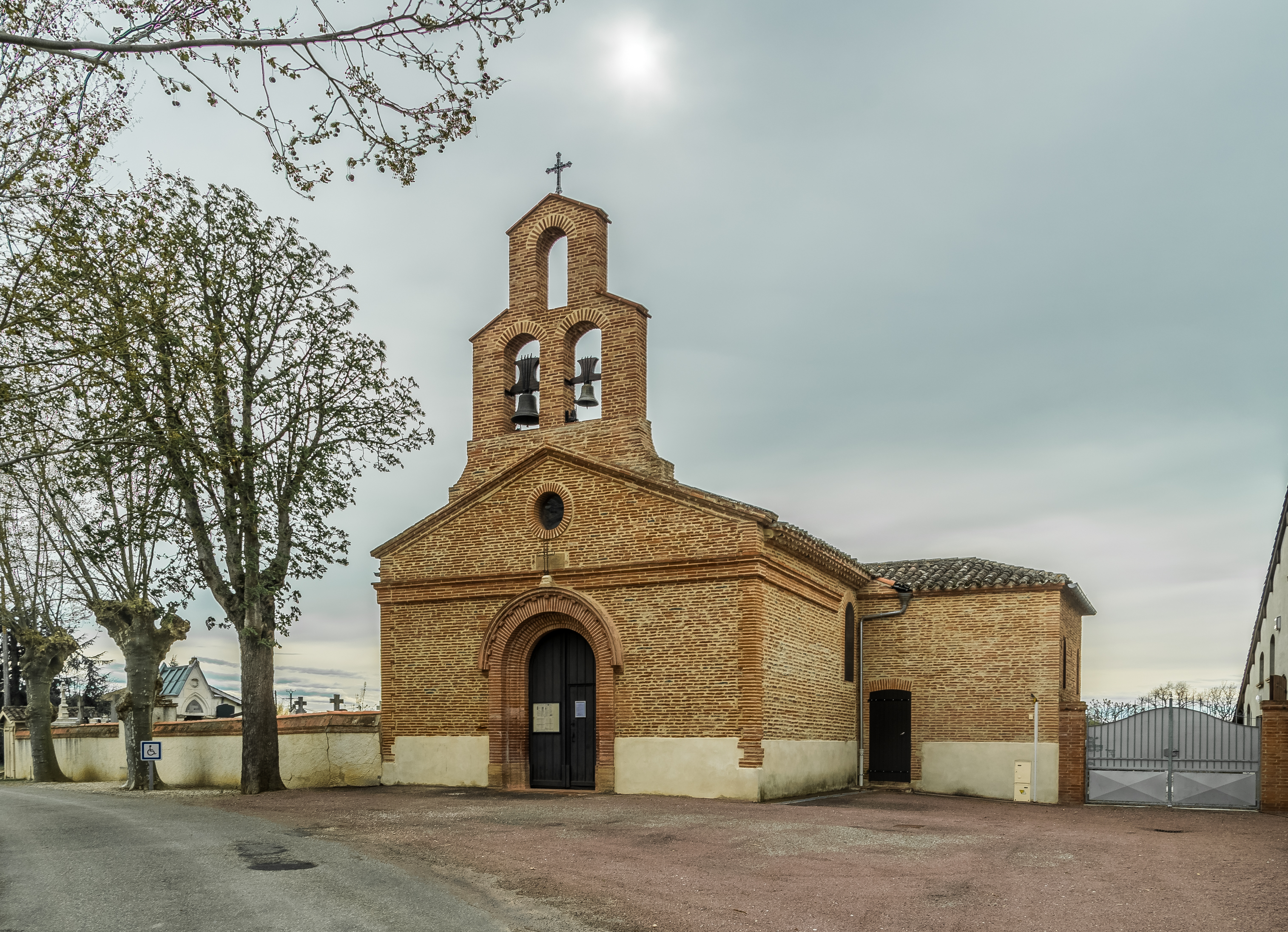
Église Saint-Jean-Baptiste de Brial

L’église Saint-Jean-Baptiste de Brial, sans doute élevée à l’origine près de Moulis, était associée à celle de Bressols, tout en étant une paroisse distincte. Ruinée en 1622, elle a été reconstruite à la même époque que celle de Bressols, puis partiellement rénovée et agrandie un siècle plus tard. Elle a été desservie jusqu’en 1926.
Beaucoup plus tard, elle a été restaurée courant 2013, mais peine perdue car la tempête du 1er septembre 2015 l'a partiellement détruite.
- Un ancien lavoir

Le lavoir du Touron date de 1850. En contrebas d’une pente en escaliers abruptes, dominant avantageusement le passage du Tarn juste en dessous, les deux bassins du lavoir du Touron s’abritent sous une timide toiture d’époque en boiseries anciennes. Les femmes venaient, à l’époque, y laver le linge, notamment le lundi matin, rendez-vous de toutes les discussions de quartier. L’ancien faïencier de Bressols y puisait l’eau pour travailler ses créations en terre. Confortablement assis à la source, au croisement de la rue du Touron et de l’impasse de la Fontaine, l’eau claire qui en découle est une invitation à une escale apaisante pour tous les promeneurs assoiffés par la découverte de l’histoire de Bressols. Une plaque commémorant la terrible crue de 1930 est apposée sur l’un des deux bassins.

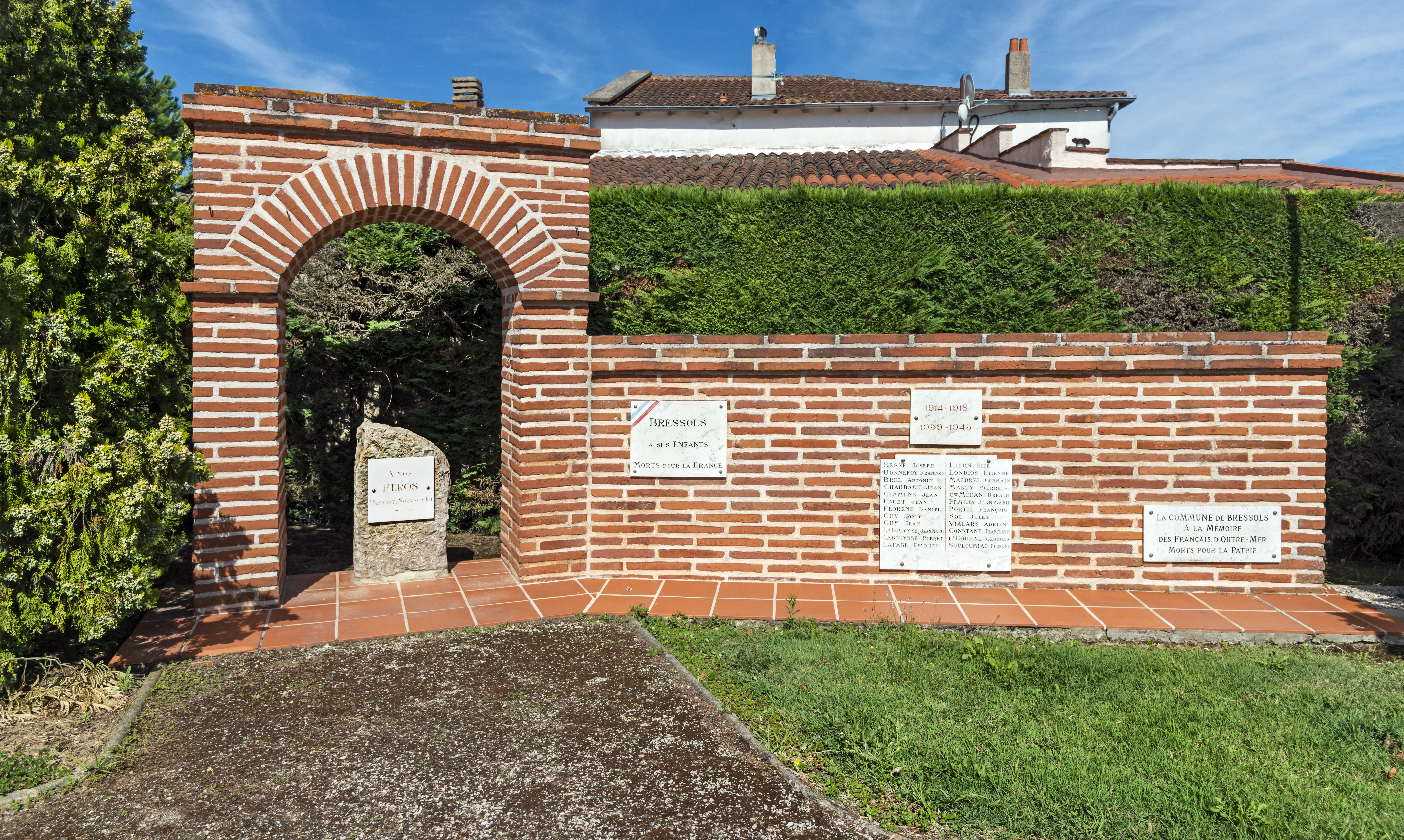
Le monument aux Morts

### Personnalités liées à la commune
- François Poux
- Suzette Robichon née dans la commune.

### Héraldique
| Blason de Bressols | Blason  | D'azur au chevron d'or, écimé, touchant le trait du chef, chargé d'un chevronel ondé d'azur, et enfermant en pointe trois fasces ondées et alésées d'argent. |
| Blason de Bressols | Détails | Le statut officiel du blason reste à déterminer. |
| Blason de Bressols | Alias   | Communauté des Habitants de Bressols : De sinople à la bande d'argent cotoyée de deux cotices du même.                                                       |